# هری پاتر و تالار اسرار (فیلم)
هری پاتر و تالار اسرار (به انگلیسی: Harry Potter and the Chamber of Secrets) فیلمی فانتزی به کارگردانی کریس کلمبوس و نویسندگی استیو کلاوز محصول سال ۲۰۰۲ است. این فیلم بر اساس رمانی به همین نام نوشتهٔ جی. کی. رولینگ ساخته شده است. دیوید هیمن تهیه‌کننده آن است. این فیلم دومین قسمت از مجموعه فیلم‌های هری پاتر محسوب می‌شود که دنبالهٔ هری پاتر و سنگ جادو (۲۰۰۱) است. دنیل ردکلیف در نقش هری پاتر، روپرت گرینت و اما واتسون به ترتیب در نقش بهترین دوستان هری، رون ویزلی و هرماینی گرنجر بازیگران این فیلم هستند. داستان آن درباره دومین سال هری در مدرسه علوم و فنون جادوگری هاگوارتز است، جایی که وارث سالازار اسلیترین تالار اسرار را باز می‌کند و هیولایی را آزاد می‌کند که دانش‌آموزان مدرسه را متحجر می‌کند.
این فیلم در ۱۵ نوامبر ۲۰۰۲ توسط برادران وارنر پیکچرز در بریتانیا و ایالات متحده اکران شد. منتقدان داستان تاریک‌تر، دکورها، اجراها (به ویژه برانا، کالتران و ایساکس) و داستانی مناسب برای مخاطبان نوجوان آن را مورد تحسین قرار دادند و به موفقیتی از نظر انتقادی و تجاری تبدیل شد و به فروش ۸۷۸ میلیون دلاری در سرتاسر جهان رسید (٪۲۹٫۷ داخلی و ٪۷۰٫۲ خارجی) و به دومین فیلم پرفروش در ۲۰۰۲ تبدیل شد‌. این فیلم نامزد جوایز بسیاری از جمله جایزه بفتا برای بهترین طراحی تولید، بهترین صدا و بهترین جلوه‌های ویژه بصری شد. هری پاتر و زندانی آزکابان (۲۰۰۴) دنباله بعدی این فیلم است.

## داستان
در طول تابستان با خانواده دورسلی‌ها، هری پاتر با دابی، خدمتکار خانگی آشنا می شود که او را از بازگشت به هاگوارتز برحذر می‌دارد و می‌گوید که خطری در کمین است. وقتی هری از این اخطار سرپیچی می کند، دابی یک شام مهم برای دورسلی‌ها را خراب می‌کند، آنها نیز هری را محبوس می‌کنند تا از رفتن او به هاگوارتز جلوگیری کنند. دوست هری، رون ویزلی و برادرانش، فرد و جرج، با استفاده از ماشین پرنده پدرشان او را نجات می‌دهند.
در خیابان دیاگون، هری، ویزلی‌ها و هرماینی گرنجر شاهد امضاء کتاب توسط گیلدروی لاکهارت، معلم جدید درس دفاع در برابر هنرهای تاریک هاگوارتز هستند. در آنجا، هری پدر دراکو مالفوی، لوسیوس را می‌بیند که یک کتاب را در دیگ جینی ویزلی قرار می دهد. پس از بسته شدن مسیر ورود به سکوی نه و سه چهارم در ایستگاه راه‌آهن کینگز کراس، هری و رون با ماشین پرنده به هاگوارتز می روند. در آنجا، آنها به درخت ومپینگ ویلو برخورد می‌کنند، باعث شکستن چوب‌دستی رون می‌شوند و مجازات می‌شوند.
در مجازات، هری صدای عجیبی را می‌شنود و بعداً مشاهده می‌کند که گربه سرایدار آرگوس فیلچ، خانم نوریس، در کنار پیامی که به خون نوشته شده است، بی‌حرکت شده است: «اتاق راز گشوده شده است، دشمنان وارث... هشدار». یکی از بنیانگذاران هاگوارتز، سالازار اسلیترین، ظاهراً یک اتاق مخفی ساخته است که در آن هیولایی وجود دارد که فقط وارث او می‌تواند آن را کنترل کند و قادر است دانش‌آموزان مشنگ‌زاده را از مدرسه بیرون کند. برای حل این معما، هری، رون و هرماینی تصمیم می‌گیرند که با استفاده از معجون پالیجوس، که در سرویس بهداشتی توسط روحی به نام مونینگ میرتل تسخیر شده است، سوال کنند.
در طول یک بازی کوییدیچ، بازوی هری توسط یک بلادجر بی‌هدف شکسته می‌شود. دابی در بیمارستان او را ملاقات کرده و آشکار می‌کند که او سکوی نه و سه چهارم را بسته و بلادجر را واداشته تا هری را تعقیب کند تا او را وادار به ترک مدرسه کند. او همچنین آشکار میکند که تالار اسرار در گذشته باز شده است. هنگامی که هری با یک مار ارتباط برقرار می‌کند، مدرسه شروع به باور کردن این می‌کند که او وارث است. با تبدیل به دو نفر از دوستان مالفوی، هری و رون می‌فهمند که او وارث نیست، اما متوجه می.شوند که یک دختر مشنگ‌زاده زمانی که تالار اسرار آخرین بار باز شده بود، کشته شده است. هری یک دفتر جادویی متعلق به دانش‌آموز سابق تام ماروولو ریدل را که تالار اسرار را باز کرده و روبیوس هاگرید را مقصر شناخته بود که باعث اخراج او شد، پیدا می‌کند. هنگامی که دفتر دزدیده می‌شود و هرمیون به سنگواره تبدیل می‌شود، هری و رون از هاگرید سوال می‌کنند. پروفسور دامبلدور، وزیر جادوگری کرنلیوس فاج، و لوسیوس برای بردن هاگرید به آزکابان و برکناری دامبلدور از سمت خود می‌آیند، اما او با احتیاط به پسرها می‌گوید «عنکبوت‌ها را دنبال کنند». در جنگل ممنوعه، هری و رون با عنکبوت غول‌پیکر حیوان خانگی هاگرید، آراگوگ، ملاقات می‌کنند که بی‌گناهی هاگرید را افشا کرده و سرنخ کوچکی از هیولای تالار اسرار را ارائه می‌دهد.
یک صفحه کتاب در دست هرمیون، هیولایی را با عنوان باسیلیسک، یک مار غول‌پیکر که مردم را که مستقیماً با آن تماس چشمی برقرار کنند، می‌کشد؛ قربانیان خشک‌شده فقط به طور غیرمستقیم آن را دیده‌اند. کارکنان مدرسه متوجه می‌شوند که جینی به تالار اسرار برده شده است و لاکهارت را برای نجات او انتخاب می‌کنند. هری و رون لاکهارت را در حال آماده شدن برای فرار پیدا می‌کنند و او را به عنوان یک کلاهبردار افشا می‌کنند. با استنباط اینکه میرتل دختر مشنگ‌راده بود که باسیلیسک او را کشته بود، آنها ورودی تالار اسرار را در دستشویی ک او آن را تسخیر می‌کند، پیدا می‌کنند. هنگامی که به داخل وارد می‌شوند، لاکهارت سعی می‌کند با استفاده از یک جادوی حافظه هری و رون را متوقف کند. با این حال، به دلیل اینکه او به اشتباه چوب شکسته رون را گرفته است، جادو به عکس برگشته و باعث از بین رفتن حافظه لاکهارت و ایجاد تونل ریزشی که هری را از رون و لاکهارت جدا می‌کند.
هری تنها وارد تالار اسرار می‌شود و جینی را بیهوش، تحت محافظت ریدل، که ثابت می‌شود وارث اسلیترین و خود جوان ولدمورت است، می‌یابد و او با استفاده از دفترچه خاطرات، جینی را به باز کردن مجدد تالار اسرار تحریک کرده است. پس از اینکه هری وفاداری خود را به دامبلدور بیان می‌کند، ققنوس حیوان خانگی دامبلدور، فاوکس، به همراه کلاه گروه‌بندی به آنجا می‌آید که باعث می‌شود ریدل باسیلیسک را احضار کند. فاوکس باسیلیسک را کور می‌کند و کلاه گروه‌بندی شمشیر گریفیندور را ظاهر می‌کند که هری با آن با باسیلیسک می‌جنگد. پس از یک نبرد سخت، هری موفق به کشتن باسیلیسک می‌شود اما توسط یکی از دندان‌های آن مسموم می‌شود.
با وجود جراحاتش، هری با دندان باسیلیسک به دفترچه خاطرات حمله می‌کند و ریدل را نابود می‌کند و باعث احیای جینی می‌شود. اشک‌های فاوکس زخم هری را التیام می‌بخشد و هری همراه دوستانش و لاکهارت گیج به هاگوارتز بازمی‌گردد و مورد ستایش دامبلدور و آزادی هاگرید قرار می‌گیرد. هری صاحب دابی، لوسیوس را متهم می‌کند که دفترچه خاطرات را در دیگ جینی قرار داده است و با هوشمندی دابی را آزاد می‌کند. قربانیان باسیلیسک درمان می‌شوند، هرمیون با دوستانش دوباره متحد می‌شود و هاگرید از آزکابان آزاد می‌شود.

## بازیگران
- دنیل ردکلیف در نقش هری پاتر: یک جادوگر ۱۲ ساله بریتانیایی که به خاطر زنده ماندن از قتل والدینش در زمان نوزادی به دست لرد ولدمورت جادوگر شیطانی مشهور است که اکنون وارد دومین سال تحصیلی خود در مدرسه علوم و فنون جادوگری هاگوارتز می‌شود.
- روپرت گرینت در نقش رون ویزلی: بهترین دوست هری در هاگوارتز و یکی از جوان‌ترین اعضای خانواده ویزلی.
- اما واتسون در نقش هرماینی گرنجر: بهترین دوست دیگر هری و باهوش‌ترین فرد این سه نفر.
- کنت برانا در نقش گیلدروی لاکهارت: یک نویسنده مشهور و معلم جدید دفاع در برابر هنرهای تاریک در هاگوارتز.
- جان کلیز در نقش نیکِ تقریباً سربریده: روح خانه گریفیندور.
- رابی کالترین در نقش روبیوس هاگرید: شکاربان نیمه غول‌پیکر در هاگوارتز که برای باز کردن تالار اسرار قاب می‌شود و به دستور لوسیوس مالفوی به آزکابان فرستاده می‌شود. مارتین بایفیلد جوانی هاگرید را به تصویر می‌کشد.
- وارویک دیویس در نقش فیلیوس فلیتویک: معلم افسون‌گر در هاگوارتز و رئیس خانه ریونکلاو.
- ریچارد گریفیتس در نقش ورنون دورسلی: شوهرخاله بدرفتار مشنگ هری که جادوگران را تحقیر می‌کند و به عنوان مدیر شرکت مته کار می‌کند.
- ریچارد هریس در نقش آلبوس دامبلدور: مدیر مدرسه هاگوارتز و یکی از بزرگترین جادوگران عصر. این آخرین فیلم لایو اکشن هریس بود. او اندکی قبل از انتشار آن درگذشت. مایکل گمبون نقش دامبلدور را از هری پاتر و زندانی آزکابان به بعد بازی کرد.
- جیسون آیزکس در نقش لوسیوس مالفوی: پدر دراکو و دانش‌آموز سابق هاگوارتز در خانه اسلیترین که اکنون به عنوان فرماندار مدرسه در هاگوارتز کار می‌کند. ایساکس لحن صدای ناله‌ای به لوسیوس داد که بر اساس صدای بچه‌گیر در چیتی‌چیتی بنگ‌بنگ بود که صدایش در طول دوران کودکی با ایساکس طنین‌انداز بود، زیرا شخصیتی بود که او را می‌ترساند.
- مگی اسمیت در نقش مینروا مک‌گونگال: معلم تغییر شکل در هاگوارتز و رئیس خانه گریفیندور
- جما جونز در نقش بانو پامفری: پرستار هاگوارتز
- آلن ریکمن در نقش سوروس اسنیپ: معلم معجون‌ها در هاگوارتز و رئیس خانه اسلیترین
- فیونا شو در نقش پتونیا دورسلی: خاله مشنگ هری
- جولی والترز در نقش مالی ویزلی: مادر رون

چندین بازیگر از سنگ جادو در این فیلم دوباره ایفای نقش می‌کنند. هری ملینگ نقش دادلی دورسلی، پسرخاله مشنگ هری را به تصویر می‌کشد. جیمز و الیور فلپس نقش‌های فرد و جورج ویزلی، برادرهای دوقلو رون را بازی می‌کنند. کریس رانکین در نقش پرسی ویزلی، برادر دیگر رون و بخشدار گریفیندور ظاهر می‌شود؛ و بانی رایت نقش خواهر آنها، جینی را به تصویر می‌کشد. تام فلتون نقش دراکو مالفوی، رقیب هری در اسلیترین را بازی می‌کند. در حالی که جیمی وایلت و جاشوا هردمن در نقش‌های کراب و گویل، مینیون‌های دراکو ظاهر می‌شوند. متیو لوئیس، دوون مورای و آلفرد ایناک به ترتیب نقش‌های نویل لانگ‌باتم، سیموس فینیگان و دین توماس، سه دانش‌آموز گریفیندور در سال تحصیلی هری را بازی می‌کنند. دیوید بردلی نقش آرگوس فیلچ، سرپرست هاگوارتز و شان بیگرستف نقش اولیور وود، نگهبان تیم کوئیدیچ گریفیندور را به تصویر می‌کشند. لزلی فیلیپس صداپیشگی کلاه مرتب‌سازی را برعهده دارد. النور کلمبس، دختر کریس کلمبس، در نقش سوزان بونز ظاهر می‌شود. ادوارد رندل در نقش جاستین فینچ فلچلی، شارلوت اسکوچ در نقش هانا آبوت و لوئیس دویل در نقش ارنی مک‌میلان؛ دانش‌آموزان هافلپاف ظاهر می‌شوند. امیلی دیل در نقش کتی بل، راشل داگلاس در نقش آلیشیا اسپینت و دنیل تابور در نقش آنجلینا جانسون؛ دختران گریفیندور ظاهر می‌شوند. جیمی ییتس در نقش مارکوس فلینت ظاهر می‌شود. اسکات فرن نقش آدریان پوسی را بازی می‌کند؛ و دیوید هوملس، دیوید مسام و تونی کریستین در نقش بازیکن‌های کوئیدیچ اسلیترین ظاهر می‌شوند. جما پادلی در نقش پنه‌لوپه کلیرواتر، دانش‌آموز ریونکلاو و دوست‌دختر پرسی ظاهر می‌شود. لوک یانگ‌بلاد نقش لی جوردن، مفسر کوئیدیچ را بازی میکند.
کریستین کالسون در نقش تام ماروولو ريدل، که تجلی لرد ولدمورت جوان است ظاهر می‌شود. مارک ویلیامز نقش آرتور ویزلی، پدر رون را به تصویر می‌کشد. شرلی هندرسون نقش مونینگ میرتل، روحی در هاگوارتز را بازی می‌کند. میریام مارگولیس در نقش پومونا اسپراوت، پروفسور گیاه‌شناسی هاگوارتز و رئیس هافلپاف. هیو میچل نقش کالین کریوی، دانش‌آموز سال اولی که یکی از طرفداران هری است را به تصویر می‌کشد. رابرت هاردی در نقش کورلنیوس فاج، وزیر سحر و جادو ظاهر می‌شود. توبی جونز صداپیشگی دابی، یک جن خانه را برعهده دارد، در حالی که جولیان گلاور صداپیشگی آراگوگ، یک آکرومانتولا‌ را برعهده دارد. جیم نورتون در نقش آقای میسن و ورونیکا کلیفورد در نقش خانم میسن ظاهر می‌شوند. آلفرد برک در نقش استاد دیپت در یکی از خاطرات تام ریدل ظاهر می‌شود. دیزی بیتس، دیوید تیسال و پیتر تیلور در نقش تصاویر متحرک ظاهر می‌شوند. هلن استوارت نقش میلی‌سنت بالسترود، یک دختر اسلیترین را بازی می‌کند.
شایعه شده بود که هیو گرانت اولین گزینه برای بازی در نقش گیلدروی لاکهارت بود، اما به دلیل درگیری‌های برنامه‌ریزی گزارش‌شده، او نتوانست این شخصیت را بازی کند. کلمب بعداً انکار کرد که گرانت برای بازی در نظر گرفته شده بود و اظهار داشت که آنها ملاقات نکرده‌اند. الن کامینگ و روپرت اورت نیز برای نقش لاکهارت در نظر گرفته شده بودند. کامینگ به خاطر اختلاف دستمزد خود را کنار کشید. قبل از اینکه کالسون برای نقش تام ریدل انتخاب شود، جیمز مک‌آووی و ادی ردمین – که بعدها در نقش نیوت اسکمندر در فیلم‌های جانوران شگفت‌انگیز بازی کرد – برای این نقش تست دادند.

## توزیع

### بازاریابی
بخش‌هایی از این فیلم در تابستان ۲۰۰۲ به صورت آنلاین، به همراه یک تیزر تریلر همزمان با اکران اسکوبی-دو در ژوئن ظاهر شد. یک بازی ویدئویی بر اساس این فیلم در اوایل نوامبر ۲۰۰۲ توسط الکترونیک آرتس برای چندین کنسول، از جمله گیم‌کیوب، پلی‌استیشن ۲ و ایکس‌باکس منتشر شد. این فیلم همچنین با گزارش‌هایی مبنی بر کمبود در تالار اسرار لگو به موفقیت تجاری خود که توسط سلف خود ایجاد شده بود ادامه داد.

### رسانه خانگی
این فیلم ابتدا در بریتانیا، ایالات متحده و کانادا در ۱۱ آوریل ۲۰۰۳ بر روی نوار وی‌اچ‌اس و نسخه ویژه دیجی‌پک دی‌وی‌دی دو دیسکی تمام صفحه/عریض که شامل صحنه‌های حذف شده و مصاحبه‌های طولانی بود. در ۱۱ دسامبر ۲۰۰۷، نسخه بلوری فیلم منتشر شد. نسخه نهایی فیلم در ۸ دسامبر ۲۰۰۹ منتشر شد که شامل بخش‌های جدید، صحنه‌های توسعه‌یافته فیلم با صحنه‌های حذف‌شده ویرایش‌شده و یک فیلم بلند ویژه به نام خلق دنیای هری پاتر پارت ۲: شخصیت‌ها. نسخه تمدید شده فیلم حدود ۱۷۴ دقیقه زمان دارد که قبلا در طول پخش تلویزیونی خاصی نمایش داده شده است.